# Mario Schlembach

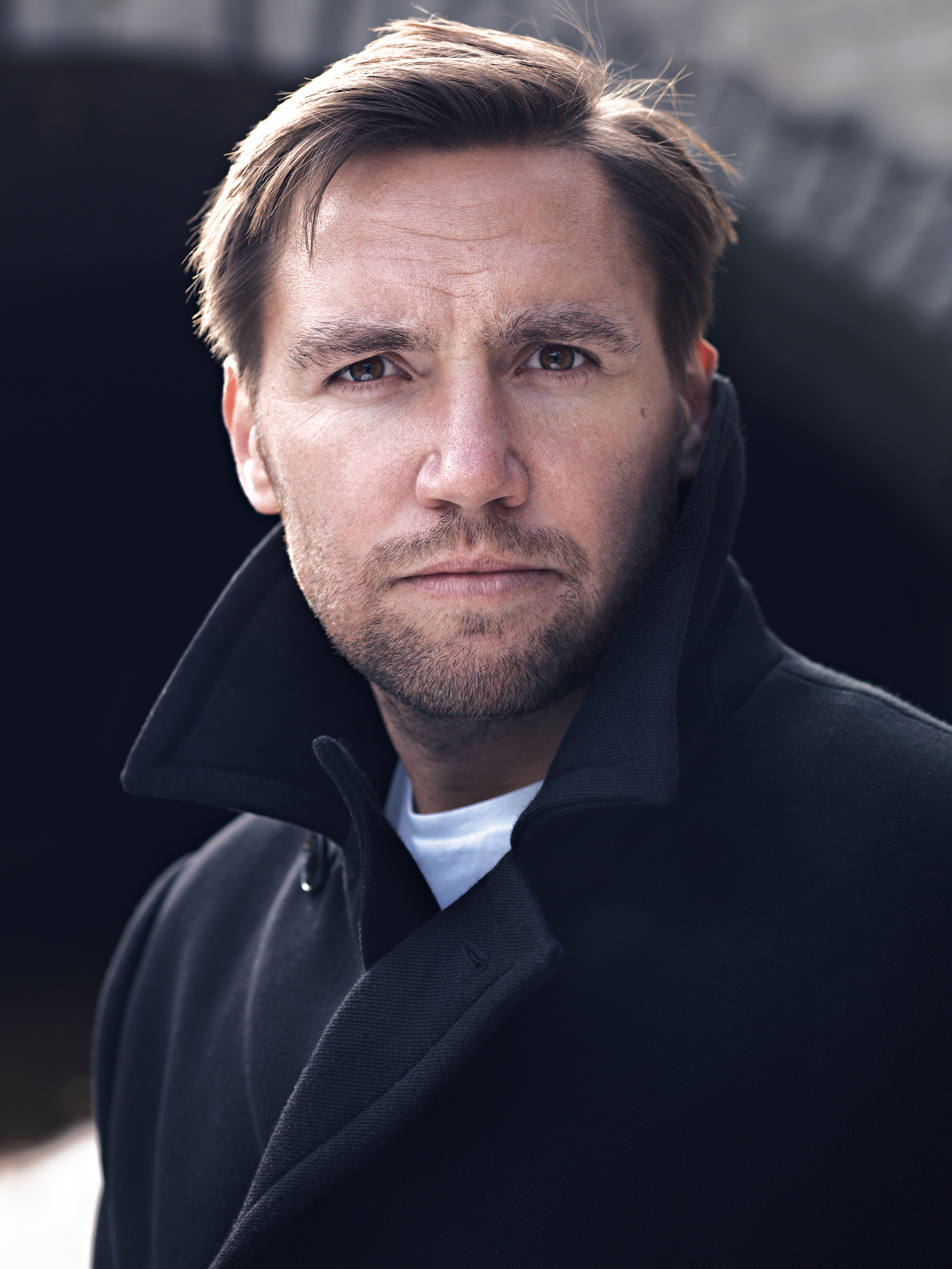
Mario Schlembach (2017)

Mario Schlembach (* 21. November 1985 in Hainburg an der Donau) ist ein österreichischer Schriftsteller und Totengräber.

## Leben
Mario Schlembach wuchs neben dem Lagerfriedhof Sommerein auf und lebte als Bauernsohn auf einem Aussiedlerhof.
Er besuchte die Volksschule Sommerein, die Hauptschule Mannersdorf und die Höhere Lehranstalt für Mode und Bekleidungstechnik Mödling. Nach einer Weltreise und Absolvierung des Wehrdienstes studierte er Theater-, Film- und Medienwissenschaft sowie Philosophie und Vergleichende Literaturwissenschaft an der Universität Wien.
Es folgten erste Leseauftritte (u. a. im Rahmen der Jungen Burg des Burgtheaters und Poetry-Slams), Sprechstücke und sein erstes Theaterstück Der Totengräber des Stalag XVII A, das die vergrabene Lagergeschichte seiner Heimat aufarbeitete. Er inszenierte das Stück am Ort der tatsächlichen Geschehnisse. Nach einigen multimedialen Experimenten, die u. a. in einer Videoinstallation Into The Landscape (Poetry) für die Ausstellung „ausBLICKE“ im Stift Klosterneuburg mündeten, konzentrierte er sich auf seine Dissertation über Thomas Bernhard, die Ausgangspunkt für seinen ersten Roman, Dichtersgattin, wurde. Er dokumentierte die Entstehung des Rohmanuskripts akribisch in täglichen Videoaufnahmen und schuf daraus einen Film über die Textgenese als satirische Anspielung auf die medialen Dichterinszenierungen.
Sein zweiter Roman, Nebel, ist das Ergebnis seiner engen Verbundenheit mit dem Tod. Seit seiner Kindheit hatte er seinen Vater – den Totengräber von Sommerein – bei seiner Arbeit begleitet und während des Studiums als Bestattungshelfer auf den Friedhöfen Wiens gearbeitet. Für Nebel erhielt er u. a. das Hans-Weigel-Literaturstipendium, Autorenpreis des 20. Irseer Pegasus und eine Nominierung auf die Shortlist des Literaturpreis Alpha 2018.
Sein dritter Roman, heute graben (Kremayr&Scheriau Verlag, März 2022), ist das Tagebuch eines Totengräbers, der auf der Suche nach der großen Liebe mit seiner eigenen Sterblichkeit konfrontiert wird.
Im Sommer 2025 wurde sein  Theaterstück „Don Quijote. Der Erfundene“ bei den Komödienspielen Porcia uraufgeführt.
Neben seiner literarischen Arbeit arbeitet Mario Schlembach als Totengräber und schreibt Reportagen sowie Essays für u. a. Der Standard, Frankfurter Allgemeine Zeitung, Die Welt und Die Presse. Im Studienjahr 2020/21 absolvierte er die Schule Friedl Kubelka für unabhängigen Film in Wien.

## Werke (Auszug)
Romane
- Dichtersgattin. Roman. Otto Müller Verlag, Salzburg 2017, ISBN 978-3-7013-1249-8.
- Nebel. Roman. Otto Müller Verlag, Salzburg 2018, ISBN 978-3-7013-1257-3.
- heute graben. Roman. Kremayr & Scheriau, Wien 2022, ISBN 978-3-218-01295-9.[3]

Theaterstücke
- Don Quijote. Der Erfundene, Komödienspiele Porcia, Uraufführung am 28. Juni 2025[4]
- Dichtersgattin, Uraufführung im Kellertheater Innsbruck, am 27. Oktober 2019, Regie: Manfred Schild[5]
- Ungebetene Gäste[6], Eine Spurensuche von DARUM[7] , Episode: „Zimmer 14“, (Nominierung für den NESTROY-Spezialpreis 2019[8])
- Marionetten ohne Eingeweide. WUK, Wien 2011, Regie: Andrea Imler.[9]
- Der Totengräber des Stalag XVII A. Pfarrhof, Kaisersteinbruch 2012, Regie: Mario Schlembach.
- R/APE/ME. Kasino am Schwarzenbergplatz, Wien 2012, Regie: Esther Muschol.[10]

Kurzgeschichten/Dramolette
- Amalia stirbt. In: Wolfgang Kühn (Hrsg.): Mein Industrieviertel. Literaturedition NÖ, 2017, ISBN 978-3-902717-38-2.
- Billy. In: SALZ – Zeitschrift für Literatur, JG. 43/IV, H. 172, Juni 2018, S. 32 ff, ISSN 1682-8992.
- Der Totengräber gräbt … In: sfd&Wut, ISBN 978-3-9502118-8-7.
- Der rote Punkt. Eine Kunstlebenslüge, In: kunstStoff Nr. 31, Juni 2020, Kulturvernetzung Niederösterreich[11]
- Unsere Ein-Weg-Ewigkeit, In: Beitrag zur Anthologie: „Baby you can drive my car“, Wolfgang Pollanz (Hrsg.), edition kürbis, ISBN 978-3-900965-56-3[12]
- Nekrolog eines Wahrspielers, in: zeitschrift der schule für dichtung wien #06, 2024[13]
- SATT. Ein Ready-Made-Essay, in: LITERATUR UND KRITIK, März 2024[14]
- Aussiedlerhof der Pophendl. 12 Porträts, in: „Zum Fressen gern“, edition kürbis 2023[15]
- Bambirambo, in: manuskripte, Heft 235, April 2022[16]

## Auszeichnungen (Auszug)
- 2016: Reisestipendium des BMUKK
- 2017: Publikumspreis – Wortspiele[17]
- 2018: Casa Litterarum – Reisestipendium (ÖGfL)[18]
- 2018: Autorenpreis des 20. Irseer Pegasus[19]
- 2018: Hans-Weigel-Literaturstipendium[20]
- 2018: ORF III – Writer in Residence[21]
- 2018: Shortlist: Literaturpreis Alpha 2018
- 2019: Kürbis Wies: Writer in Residence[22]
- 2020: Jubiläumsfonds-Stipendium Literar-Mechana
- 2021: Villacher Stadtschreiber[23]